# 艾度·迪華特
艾度·迪華特（荷蘭語：Edo de Waart，1941年6月1日—）是荷蘭近代最卓越的指揮家。他以指揮樂團及歌劇節目享負盛名，並將部分二流樂團轉變為一流的樂團，因而被冠以「樂團建造者」之美譽。

## 在學時期
迪華特曾於荷蘭阿姆斯特丹市的史韋琳克音樂學院（Sweelinck Conservatory）學習雙簧管、鋼琴及指揮學，直至1962年畢業；畢業後之翌年（1963年），他更被阿姆斯特丹皇家音樂廳樂團委任為助理首席雙簧管手。23歲時（1964年），迪華特更於紐約市的德米特裡·米特羅波洛斯指揮大賽中奪獎。奪獎後，他正式加盟紐約愛樂樂團之助理指揮，並在一年時間擔當倫納德·伯恩斯坦之得力助手。

## 指揮時期
迪華特於返回荷蘭後，隨即被伯納德·海廷克委任為阿姆斯特丹皇家音樂廳樂團助理指揮。1967年，荷蘭管樂合奏組及鹿特丹愛樂樂團委任迪華特為其指揮，他更於1973至1979年間擔任音樂總監。
迪華特於1975年帶領旧金山交响乐团作首演，一年後擔任該樂團的總客席指揮，1977至1985年間更擔任該樂團之音樂總監。到1986至1995年間，他更出任明尼苏达管弦乐团之總指揮。
迪華特歷經多次巡迴演出後，於1989年返回荷蘭，並被荷蘭電台愛樂樂團委任為音樂總監，直至1994年辭職為止；其後更出任該樂團之桂冠指揮。

## 全球指揮之路
自1995年開始，迪華特正式擔任澳洲雪梨交響樂團之總指揮及藝術顧問。2004年起出任香港管弦樂團之藝術總監及總指揮至2012年。
迪華特曾於世界多個知名樂團擔任客席指揮，如柏林愛樂樂團、萊比錫布業大廳樂團、愛樂管弦樂團、皇家愛樂樂團、瑞士諾曼第樂團、波士頓交響樂團、克利夫蘭管弦樂團、洛杉磯愛樂樂團及芝加哥交響樂團。迪華特更熱衷於演繹現代音樂，如擔任约翰·亚当斯歌劇《尼克遜在中國》的首演指揮；此外，他更為斯蒂夫·莱奇（Steve Reich）的《管樂、弦樂及鍵盤之變奏曲（Variations for Winds, Strings and Keyboards）》及其他作於三藩市的作品作錄音。
作為歌劇節目之經常性指揮，迪華特曾於英、美等地指揮歌劇，如在1971年於桑特菲歌劇院作首演，1975年於休士頓大歌劇院作指揮，1976年於皇家歌劇院（高文花園）作指揮、及於1976年於拜羅伊特節日劇院作指揮。1970年，迪華特更擔任荷蘭市立歌劇院之經常性指揮；1980年，他在旧金山歌劇院指揮《尼伯龍根的指環》。
近年來，他更於巴黎巴士底歌劇院指揮《玫瑰騎士》（Der Rosenkavalier）、及在大都會歌劇院指揮《魔笛》及《費加羅的婚禮》。此外，他更在阿姆斯特丹市指揮《卡芭諾娃》（Katya Kabanova）、《維特》、《得格林》、《蝴蝶夫人》及《特洛伊人》。其他作品更包括於日內瓦歌劇院上演《博理斯·古杜諾夫》及於薩爾茨堡音樂節上演《費加羅的婚禮》。迪華特亦自1995年起，指揮華格納作品，及在2000雪梨奧運藝術節中以演奏《諸神的黃昏》推向最高潮。2005年，他更領導香港管弦樂團指揮理查·史特勞斯名作《莎樂美》及《厄勒克特拉》，並贏得好評。
2002年3月，迪華特宣告於2004年將辭去自1999年擔任之荷蘭歌劇院總指揮一職。宣告辭官時，迪華特更提及期望抽更多時間照顧兩名子女，然而，他接受荷蘭報章《忠誠報》（Trouw）專訪時，提及他與荷蘭歌劇院導演皮埃爾·奧迪（Pierre Audi）排演歌劇《羅恩格林》，及與羅柏特·韋爾松（Robert Wilson）籌劃《蝴蝶夫人》時，曾挑起不少的爭議，並錯過了解人道及方向感。

## 錄音及曾獲之榮譽
迪華特的錄音數量繁多，曾跟不少知名樂團合作灌錄專輯，包括與荷蘭電台愛樂樂團合作灌錄全套馬勒交響曲，及近期與該樂團所灌錄之全套拉赫曼尼諾夫管弦樂作品及兩張華格納管弦樂作品專輯。
迪華特亦曾獲荷蘭政府頒發雄獅勳位，及獲澳洲政府頒發非軍事最高榮譽——澳洲勳章，表揚他成功將雪梨交響樂團提升至世界級地位，提升澳洲及雪梨的音樂和藝術生活。近期他又獲香港演藝學院頒發榮譽院士，讚揚他對音樂界的貢獻，特別是他對本地下一代音樂家的培育。

## 註解
1. ↑  . 2010-03-10. （原始内容存档于2010-10-18）.